# Amanita subjunquillea
Amanita subjunquillea é um fungo que pertence ao gênero de cogumelos Amanita na ordem Agaricales. Encontrado no leste e no sudeste asiático, é um fungo bastante venenoso cujo consumo pode levar à morte.